# Hasvik
Hasvik (Samisch: Ákŋoluokta, Kveens: Hasviika) is een gemeente in de Noorse provincie  Finnmark, op het eiland Sørøya. De gemeente telde 1037 inwoners in januari 2017.

## Vervoer
In het zuiden van het eiland ligt een vliegveld, vanwaar gevlogen wordt op Tromsø en Hammerfest.

## Plaatsen in de gemeente
- Breivikbotn
- Hasvik

Alta · Båtsfjord · Berlevåg · Gamvik · Hammerfest · Hasvik · Karasjok · Kautokeino · Lebesby · Loppa · Måsøy · Nesseby · Nordkapp · Porsanger · Sør-Varanger · Tana · Vadsø · Vardø